# Ходсон, Арнольд
Сэр Арнольд Винхольт Ходсон (англ. Arnold Wienholt Hodson; род. 12 февраля 1881 — 26 мая 1944) — губернатор Фолклендских островов (1926—1930), Сьерра-Леоне (1931—1934), Золотого Берега (1934—1941).

## Губернатор
Самым заметным достижением правления Ходсона на посту губернатора Фолклендских островов было развитие радиосвязи внутри и за пределами островов. Работая с BBC, он подключил острова к имперской сети вещания. Он также установил радиостанцию на островах. Когда он позже переехал в Сьерра-Леоне и на Золотой Берег, он продолжил работу над своим видением установления эффективных линий связи между различными частями Британской империи.
С 1930 по 1934 год он был губернатором Сьерра-Леоне, где был известен как «Солнечный губернатор» и отвечал за создание Радиовещательной службы Сьерра-Леоне, которая была запущена 7 мая 1934 года. «Аборигены» Леоне обучались работе, которая ранее предназначалась для бюрократов, привезённых в колонию из Великобритании. В том же году он был посвящен в рыцари. Наконец, он был губернатором Золотого Берега (ныне Гана) с 1934 по 1941 год и был инициатором внедрения Gold Coast Broadcasting System (ныне Ghana Broadcasting Corporation).
Ходсон женился на Элизабет Шарлотте Саре Хэй, дочери майора Малкольма Вивиан Хэй, в 1928 году. У них было две дочери, Розмари и Элизабет. Умер 26 мая 1944 года в Нью-Йорке в возрасте 63 лет.